# راهول شارما
راهول شارما (24 نوفمبر 1986 بجالاندهار في الهند - ) هو لاعب كريكت هندي. شارك مع منتخب الهند الوطني للكريكت. أما مع النوادي، فقد لعب مع Deccan Chargers ‏ وتشيناي سوبر كينغز وPune Warriors India ‏ ودلهي كابيتالز.

## وصلات خارجية
- راهول شارما على موقع إي آس بي آن كريك إنفو (الإنجليزية)
- راهول شارما على موقع ويزدن الهند (الإنجليزية)